# 巧克力參珠螺
巧克力參珠螺（学名：Notosinister atratus）为左錐螺科參珠螺屬下的一个种。